# تحلل إدمان
تحلل إدمان ، الذي طوره بير إدمان، هو طريقة لتسلسل الأحماض الأمينية في الببتيد .  في هذه الطريقة، يتم تمييز البقايا الأمينية الطرفية وتقسيمها من الببتيد دون تعطيل روابط الببتيد بين بقايا الأحماض الأمينية الأخرى.

## آلية
يتفاعل فينيل أيزوثيوسيانات مع مجموعة أمينية غير مشحونة، تحت ظروف قلوية معتدلة، لتشكيل مشتق فينيل ثيوكاربامويل دوري. ثم، في ظل الظروف الحمضية ، يتم شق هذا المشتق من الحمض الأميني النهائي كمشتق ثيازولينون. يتم بعد ذلك استخلاص الحمض الأميني ثيازولينون بشكل انتقائي في مذيب عضوي ومعالجته بالحمض لتكوين مشتق من الأحماض الأمينية الفينيل ثيوهيدانتوين (PTH) الأكثر استقرارًا والذي يمكن تحديده باستخدام الكروماتوجرافيا أو الرحلان الكهربائي . يمكن بعد ذلك تكرار هذا الإجراء مرة أخرى لتحديد الحمض الأميني التالي. العائق الرئيسي لهذه التقنية هو أن الببتيدات التي يتم تسلسلها بهذه الطريقة لا يمكن أن تحتوي على أكثر من 50 إلى 60 وحدة بنائية (وعمليًا، أقل من 30). طول الببتيد محدود بسبب الاشتقاق الدوري لا يكتمل دائمًا. يمكن حل مشكلة الاشتقاق عن طريق شطر الببتيدات الكبيرة إلى ببتيدات أصغر قبل متابعة التفاعل. إنه قادر على تسلسل ما يصل إلى 30 من الأحماض الأمينية بدقة باستخدام آلات حديثة قادرة على كفاءة تزيد عن 99٪ لكل حمض أميني . تتمثل ميزة تدهور Edman في أنه يستخدم فقط 10-100 بيكو مول من الببتيد لعملية التسلسل. تمت أتمتة تفاعل تدهور Edman في عام 1967 بواسطة Edman and Beggs لتسريع العملية  وتم استخدام 100 جهاز آلي في جميع أنحاء العالم بحلول عام 1973. 

## محددات
نظرًا لأن تحلل Edman ينشأ من النهاية الأمينية للبروتين، فلن يعمل إذا تم تعديل النهاية الأمينية كيميائيًا (على سبيل المثال عن طريق الأسيتيل أو تكوين حمض البيروجلوتاميك ). سيتوقف التسلسل إذا تمت مصادفة حمض أميني في الكربون ألفا ,(مثل حمض isoaspartic ) ، حيث لا يمكن تكوين الحلقة الوسيطة المفضلة المكونة من خمسة أعضاء. لا يعد تدهور Edman مفيدًا بشكل عام لتحديد مواقع جسور ثاني كبريتيد. يتطلب أيضًا كميات من الببتيد من 1 بيكومول أو أعلى للحصول على نتائج ملحوظة.

## التحليل المزدوج
بعد 2D SDS PAGE ، يمكن نقل البروتينات إلى غشاء لطخة بولي فينيلدين ديفلوريد (PVDF) لمزيد من التحليل. يمكن إجراء تحلل Edman مباشرة من غشاء PVDF. قد يكون تسلسل المخلفات النهاية الأمينية الذي ينتج عنه خمسة إلى عشرة أحماض أمينية كافياً لتحديد بروتين المطلوب (POI).